# IPad (7. Generation)
Das iPad der 7. Generation ist Teil der iPad-Tabletcomputerreihe des US-amerikanischen Konzerns Apple. Es wurde am 10. September 2019 von Tim Cook der Öffentlichkeit vorgestellt. Ab 25. September 2019 konnte es vorbestellt werden. Mit der Vorstellung der achten Generation wurde der Verkauf der siebten Generation eingestellt.

## Neuerungen
Im Gegensatz zum Vorgänger unterstützt dieses iPad den Smart Connector zur Verbindung mit Zubehör wie Tastaturen, zum Beispiel das Apple Smart Keyboard. Der Apple A10 Fusion ist der gleiche wie im Vorgänger, besitzt diesmal jedoch 3 GB Arbeitsspeicher. Der Bildschirm ist von 9,7 auf 10,2 Zoll vergrößert. Dementsprechend ist das Gerät etwas größer und schwerer, bei gleichbleibender Größe des Akkus. Die Bildschirmränder sind etwas kleiner und das Verhältnis von Bildschirm zu Gehäuse höher. Die Größe entspricht, bis auf die Dicke, der des iPad Air 3 und iPad Pro mit 10,5-Zoll-Bildschirm. Daher ist es mit dem Zubehör dieser Geräte kompatibel.

## Design
Das iPad der 7. Generation hat eine Rückseite aus Aluminium und existiert in den Farben Silber, Spacegrau und Gold. Am mittigen unteren Rand ist eine Home-Taste mit Touch ID angebracht. An der rechten Gehäuseseite befinden sich die Lautstärkewippen und an der linken Seite ein Smart Connector für Zubehör. Auf der Rückseite ist eine Kamera mit 8, auf der Frontseite mittig am oberen Bildschirmrand eine weitere Kamera mit 1,2 Megapixeln eingebaut. Die Rückseite besitzt oben in der Mitte ein Mikrofon. Außerdem gibt es auf der Oberseite ein Mikrofon und einen 3,5-mm-Klinkenanschluss. Auf der Unterseite sind Stereolautsprecher neben dem Lightning-Dockanschluss verbaut. Bedient wird das Gerät hauptsächlich über Bildschirm-Berührungen.

## Technik
Apple bot das iPad der 7. Generation als 32- oder 128-GB-Variante ohne Modem an. Zusätzlich gibt es ein iPad mit LTE- und UMTS-Modem. Dieses verwendet Nano-SIM-Karten. Apple gibt bis zu 10 Stunden Akkulaufzeit beim Surfen im Internet über WLAN und bis zu 9 Stunden bei der Nutzung eines mobilen Datennetzes an. Der Lithiumpolymerakkumulator hat eine Kapazität von 32,4 Wh. Zusätzlich zum Mobilfunkmodem verbaute Apple ein A-GPS-Modul. Den digitalen Kompass besitzen auch die Geräte ohne Modem.
System-on-a-Chip ist der Apple A10 Fusion mit Vierkernprozessor, der zwei leistungsstarke Kerne „Hurricane“ und zwei energiesparende Kerne „Zephyr“ besitzt. Dazu kommt ein PowerVR GT7600 Plus Grafikprozessor.

## Preise
Die unverbindliche Preisempfehlung betrug 379 € bzw. 479 € je nach Größe des Speichers. Einen SIM-Kartenschacht, der 4G-Mobilfunkkonnektivität ermöglicht, kostete zusätzlich je 140 €. Im Vergleich zum Vorgänger sind das bei den Speichervarianten 30 bzw. 40 € mehr, und für Mobilfunk 10 € mehr.